# Alice Buddeberg
Alice Buddeberg (* 1982 in Frankfurt am Main) ist eine deutsche Theaterregisseurin.

## Leben
Nach Hospitanzen und Assistenzen am Theaterhaus Jena, Theater Lübeck, Theater Bremen sowie am Oskaras-Koršunovas-Theater (OKT) in Vilnius, Litauen studierte Alice Buddeberg von 2004 bis 2008 Regie an der Theaterakademie Hamburg, Hochschule für Musik und Theater. Bereits während des Studiums inszenierte sie am Theaterhaus Jena, auf Kampnagel in Hamburg, am Theater Bremen und am Schauspielhaus Wien. Anschließend arbeitete sie als Regisseurin unter anderem am Theater Bremen, Schauspiel Frankfurt, am Deutschen Theater Göttingen sowie am Schauspielhaus Hamburg. Von 2013 bis 2016 war sie Hausregisseurin am Theater Bonn und arbeitet außerdem am Staatstheater Braunschweig, Luzerner Theater, Staatstheater Schwerin, Theater Trier und am Nationaltheater Weimar. Sie inszenierte Uraufführungen von Alfred Döblin, Lukas Holliger, Fritz Kater, Lothar Kittstein, Oliver Kluck, Thomas Melle, Magareth Obexer und Ulrike Syha.
2010 wurde sie mit ihrer Inszenierung Hedda Gabler am Schauspiel Frankfurt in Koproduktion mit den Ruhrfestspielen zum Festival „Radikal jung“ am Münchner Volkstheater eingeladen. 2011 erhielt sie für ihre „prägnanten, poetischen Klassikerinszenierungen“ in Bremen den Kurt-Hübner-Preis. Weitere Einladungen erhielten ihre Inszenierungen zum Heidelberger Stückemarkt, zu den Mülheimer Theatertagen, den Autorentheatertagen Berlin, zum NRW-Theatertreffen und zu den Ruhrfestspielen, so zum Beispiel ihre Inszenierung von Im Herzen der Gewalt nach Édouard Louis am Theater Bielefeld 2019.
Seit der Spielzeit 2021/22 ist Alice Buddeberg neben dem vorherigen Schauspieldirektor Martin Nimz die neue Hausregisseurin am Mecklenburgischen Staatstheater Schwerin. Zuvor hatte sie mit Liliom, Ronja Räubertochter, Woyzeck und Idioten bereits vier Theaterproduktionen in Schwerin.

## Belege
1. ↑  Auswahl des NRW-Theatertreffens 2019: Die zehn Herausragenden, nachtkritik.de, erschienen und abgerufen am 3. April 2019.
2. ↑  Norddeutscher Rundfunk: Mecklenburgisches Staatstheater präsentiert Spielplan 2021/2022. NDR, 12. Mai 2021, abgerufen am 12. Mai 2021.

| Personendaten    | Personendaten        |
| ---------------- | -------------------- |
| NAME             | Buddeberg, Alice     |
| KURZBESCHREIBUNG | deutsche Regisseurin |
| GEBURTSDATUM     | 1982                 |
| GEBURTSORT       | Frankfurt am Main    |